# Panamerikanische Spiele 2015/Tennis
Bei den Panamerikanischen Spielen 2015 in Toronto wurden vom 10. bis 16. Juli 2015 fünf Wettbewerbe im Tennis ausgetragen.

## Wettbewerbe und Zeitplan
Insgesamt fünf Wettbewerbe wurden im Rahmen der Spiele im Tennissport ausgetragen. Dazu zählten die jeweiligen Einzel- und Doppelkonkurrenzen sowie der Mixedwettbewerb.
| Datum        | Fr. 10.     | Sa. 11.      | So. 12.      | Mo. 13.       | Di. 14.       | Mi. 15.    | Do. 16. |
| ------------ | ----------- | ------------ | ------------ | ------------- | ------------- | ---------- | ------- |
| Herreneinzel | Erste Runde | Zweite Runde | Achtelfinale | Viertelfinale | Halbfinale    | Finale     |         |
| Herrendoppel |             | Erste Runde  | Erste Runde  | Viertelfinale | Halbfinale    | Finale     |         |
| Dameneinzel  |             | Erste Runde  | Erste Runde  | Achtelfinale  | Viertelfinale | Halbfinale | Finale  |
| Damendoppel  |             |              |              |               | Viertelfinale | Halbfinale | Finale  |
| Mixed        |             |              | Erste Runde  | Viertelfinale | Halbfinale    | Finale     |         |

## Herren

### Einzel
| Platz | Land               | Spieler            |
| ----- | ------------------ | ------------------ |
| 1     | Argentinien        | Facundo Bagnis     |
| 2     | Kolumbien          | Nicolás Barrientos |
| 3     | Vereinigte Staaten | Dennis Novikov     |

### Doppel
| Platz | Land        | Spieler                               |
| ----- | ----------- | ------------------------------------- |
| 1     | Chile       | Nicolás Jarry Hans Podlipnik-Castillo |
| 2     | Argentinien | Guido Andreozzi Facundo Bagnis        |
| 3     | Ecuador     | Gonzalo Escobar Emilio Gómez          |

## Damen

### Einzel
| Platz | Land        | Spielerin            |
| ----- | ----------- | -------------------- |
| 1     | Kolumbien   | Mariana Duque Mariño |
| 2     | Mexiko      | Victoria Rodríguez   |
| 3     | Puerto Rico | Mónica Puig          |

### Doppel
| Platz | Land        | Spielerin                           |
| ----- | ----------- | ----------------------------------- |
| 1     | Kanada      | Gabriela Dabrowski Carol Zhao       |
| 2     | Mexiko      | Victoria Rodríguez Marcela Zacarías |
| 3     | Argentinien | María Irigoyen Paula Ormaechea      |

## Mixed
| Platz | Land        | Spieler/in                         |
| ----- | ----------- | ---------------------------------- |
| 1     | Argentinien | María Irigoyen Guido Andreozzi     |
| 2     | Kanada      | Gabriela Dabrowski Philip Bester   |
| 3     | Paraguay    | Verónica Cepede Royg Diego Galeano |

## Medaillenspiegel
| Platz | Land               | Gold | Silber | Bronze | Gesamt |
| ----- | ------------------ | ---- | ------ | ------ | ------ |
| 01    | Argentinien        | 2    | 1      | 1      | 4      |
| 02    | Kanada             | 1    | 1      | —      | 2      |
| 02    | Kolumbien          | 1    | 1      | —      | 2      |
| 04    | Chile              | 1    | —      | —      | 1      |
| 05    | Mexiko             | —    | 2      | —      | 2      |
| 06    | Ecuador            | —    | —      | 1      | 1      |
| 06    | Paraguay           | —    | —      | 1      | 1      |
| 06    | Puerto Rico        | —    | —      | 1      | 1      |
| 06    | Vereinigte Staaten | —    | —      | 1      | 1      |